# 遠阪村
遠阪村（とおざかむら）は、兵庫県氷上郡にあった村。現在の丹波市青垣町の北部にあたる。

## 地理
- 山岳：大箕山、烏帽子山
- 河川：遠阪川

## 歴史
- 1889年（明治22年）4月1日 - 町村制の施行により、中佐治村・山垣村・遠坂村の区域をもって発足。
- 1955年（昭和30年）4月1日 - 佐治町・芦田村・神楽村と合併して青垣町が発足。同日遠阪村廃止。

## 交通

### 道路
現在は旧村域に遠阪トンネル有料道路の遠阪ランプが所在するが、当時は未開通。